# Лавров, Митрофан Иванович
Митрофан Иванович Лавров (1840—1907) — актёр, драматург, поэт.

## Биография
В сентябре 1858 года выступил на сцене Малого театра, в марте 1859 года зачислен в труппу театра. Уже состоя в ней, посещал Московское театральное училище, где с 1862 года преподавал И. В. Самарин. Лавров прослужил на сцене Малого театра 41 год, будучи занят преимущественно на небольших ролях. Был знаком и дружен со многими театральными деятелями. Тепло отзывались о нем Г. Н. Федотова и M. Н. Ермолова, партнёром которой по сцене был Лавров; в его судьбе принимали участие А. А. Бахрушин, А. П. Ленский, С. А. Юрьев. Оставив сцену (август 1900), Лавров поселился в Грязовце, где режиссировал в любительском драматическом кружке. 
Лаврову принадлежат несколько драматических произведений, разнообразных по тематике и жанровым признакам. Первая пьеса «Долг платежом красен» (1872). В конце 1880-х годов обращается к историческим сюжетам: стихотворные драмы из времён Ивана Грозного и Бориса Годунова «Милостники и опальные» (1889) и стихи на исторические темы и стилизация народных песен — «Падение Бирона», «Стенька Разин и княжна Заира», «Фёдор Басманов» (1893) и «Князь Андрей Деднов» (1894), прозаическая драма «Под ударами судьбы» (1898). В 1896 году Лавров опубликовал комедию из купеческого быта «Лесная глушь» (1896) и тематически близкую к ней комедию «Трясина», подвергшаяся цензурой запрещению как «слишком циничная».
Лавров начал писать стихи в ранней юности (1855), но первые публикации относятся лишь к 1880—1890-м годам: сборники «Сочинения» (1889) и «Стихотворения, ч. II» (1898). В 1900-х годах Лавров печатался также в журнале «Природа и охота». Для истории театра ценность представляют воспоминания Лаврова об актёрах: В. И. Живокини (1897), Ермоловой (1905), в которых автор, основываясь на личных впечатлениях, анализирует манеру игры, живо воссоздаёт черты актёрского быта, взаимоотношения артистов с публикой и театральной администрацией.
Умер в 1907 году. Похоронен на Даниловском кладбище в Москве.